# Carta ao Duque de Norfolk
Letter to the Duke of Norfolk (Carta ao Duque de Norfolk) é um livro escrito em 1875 pelo bem-aventurado John Henry Cardinal Newman. Consistindo em cerca de 150 páginas, era uma resposta às polêmicas católico-protestante que surgiram na era do Primeiro Concílio do Vaticano. No livro, Newman comenta a injustiça da alegação do primeiro ministro William Ewart Gladstone de que os católicos "não têm liberdade mental". Newman afirma que os católicos "não merecem sua censura prejudicial de que somos cativos e escravos do Papa". 
O livro é formalmente dirigido ao Duque de Norfolk, cuja família estava entre os mais importantes recusantes após a Reforma Protestante. 